# والتر جيمس ميلر
والتر جيمس ميلر (بالإنجليزية: Walter James Miller)‏ هو ناقد أدبي وصحفي وشاعر أمريكي، ولد في 16 يناير 1918، وتوفي في 20 يونيو 2010.